# Bram van Erkel
Bram van Erkel (né le 24 juillet 1932 à Rotterdam, Pays-Bas) est le réalisateur néerlandais de la série télévisée La Malédiction du kriss pusaka en 1977.